# Invasão soviética da Geórgia

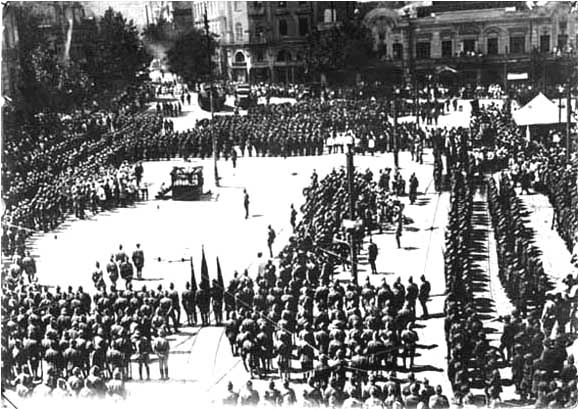
O exército Vermelho em Tiblíssi, a 25 de fevereiro de 1921.

A invasão do Exército Vermelho a Geórgia, também conhecido como a invasão soviética da Geórgia, ou a Guerra soviético-georgiana  (15 de fevereiro - 17 de março de 1921) foi uma campanha militar do Exército Vermelho da Rússia Soviética contra a República Democrática da Geórgia, destinada a derrubar o governo social-democrata local (menchevique) e instalar o regime bolchevique no país. O conflito foi resultado da política expansionista da União Soviética, que visava o controle dos mesmos territórios que haviam sido parte da Rússia Imperial  até que os acontecimentos turbulentos da I Guerra Mundial, bem como os esforços revolucionários na maior parte elite bolchevique georgiana baseada na Rússia, que não dispunha de apoio suficiente em seu país natal para conquistar o poder sem a intervenção estrangeira.
A Independência da República Democrática da Geórgia foi reconhecida pela Rússia em 7 de maio de 1920 pelo Tratado de Moscou de 1920 e a invasão da Geórgia não foi universalmente acordado em Moscou. Foi em grande parte projetado por duas influentes autoridades soviéticas nascidos na Geórgiaː Josef Stalin e Grigoriy (Sergo) Ordzhonikidze, que obtiveram, em 14 de fevereiro de 1921, uma autorização do líder da União Soviética, Vladimir Lenin, para avançar sobre a Geórgia a pretexto de apoiar a "rebelião de camponeses e trabalhadores" no país. As forças soviéticas tomaram a capital georgiana Tiblíssi (Tiflis, conhecida então para a maioria dos não-georgianos), após intensos combates, declararam a República Socialista Soviética da Geórgia em 25 de fevereiro de 1921. O resto do país foi invadido no prazo de três semanas, mas seria até setembro de 1924 que o governo soviético foi firmemente estabelecido. A quase ocupação simultânea de uma grande porção do sudoeste da Geórgia pela Turquia (fevereiro-março 1921) ameaçou evoluir para uma crise entre Moscou e Ancara e levou a importantes concessões territoriais pelos soviéticos ao Governo Nacional Turco do Tratado de Carse.

## Ver Também
- República Democrática da Geórgia